# 明石インターチェンジ
明石インターチェンジ（あけいしインターチェンジ）は、山口県萩市三見の山陰自動車道（萩・三隅道路）のインターチェンジ (IC) である。明石PAが隣接しているが、開通当初はICのみの供用開始となっていた。
名称の「明石」は地元の小字名に由来する。

## 道路
- E9 山陰自動車道（萩・三隅道路）

## 歴史
- 2008年2月23日：三隅IC - 明石IC間開通に伴い供用開始[1]。当初は本線と山口県道64号萩三隅線が直結していた。
- 2011年5月25日：萩方面への工事進捗に伴い、当ICにおける本線と県道64号との直結運用を終了、オン/オフランプを介した接続となる[2]。
- 2011年9月23日：明石IC - 萩IC間開通に伴い萩方面ランプの供用開始[3]。

## 接続する道路
- 山口県道64号萩三隅線

明石ICの供用開始にあわせて同県道のバイパスが開通している。すぐ近くの三見蔵本地区で山口県道296号三見停車場三見市線に接続。国道191号とはこの県道を介して接続しており、部分開通時は萩・三隅道路から国道191号を結ぶアクセスルートとなっていた。

## 周辺
- 道の駅萩・さんさん三見（明石PA内）
- JR山陰本線 三見駅
- 萩市立三見小・中学校
- 三見漁港

## 隣
E9 山陰自動車道（萩・三隅道路）
三隅IC - 明石IC/明石PA - 三見IC